# Ladyschyner Stausee
Der Ladyschyner Stausee (ukrainisch Ладижинське водосховище Ladyschynske wodoschowyschtsche) ist ein 1964 als Kühlsee für das Kraftwerk Ladyschyn angelegter Stausee des Südlichen Bugs in der ukrainischen Oblast Winnyzja.
Er ist nach der am See gelegenen Stadt Ladyschyn benannt und mit einer Oberfläche von etwa 20 km² der größte Stausee des Südlichen Bugs in der Oblast Winnyzja.

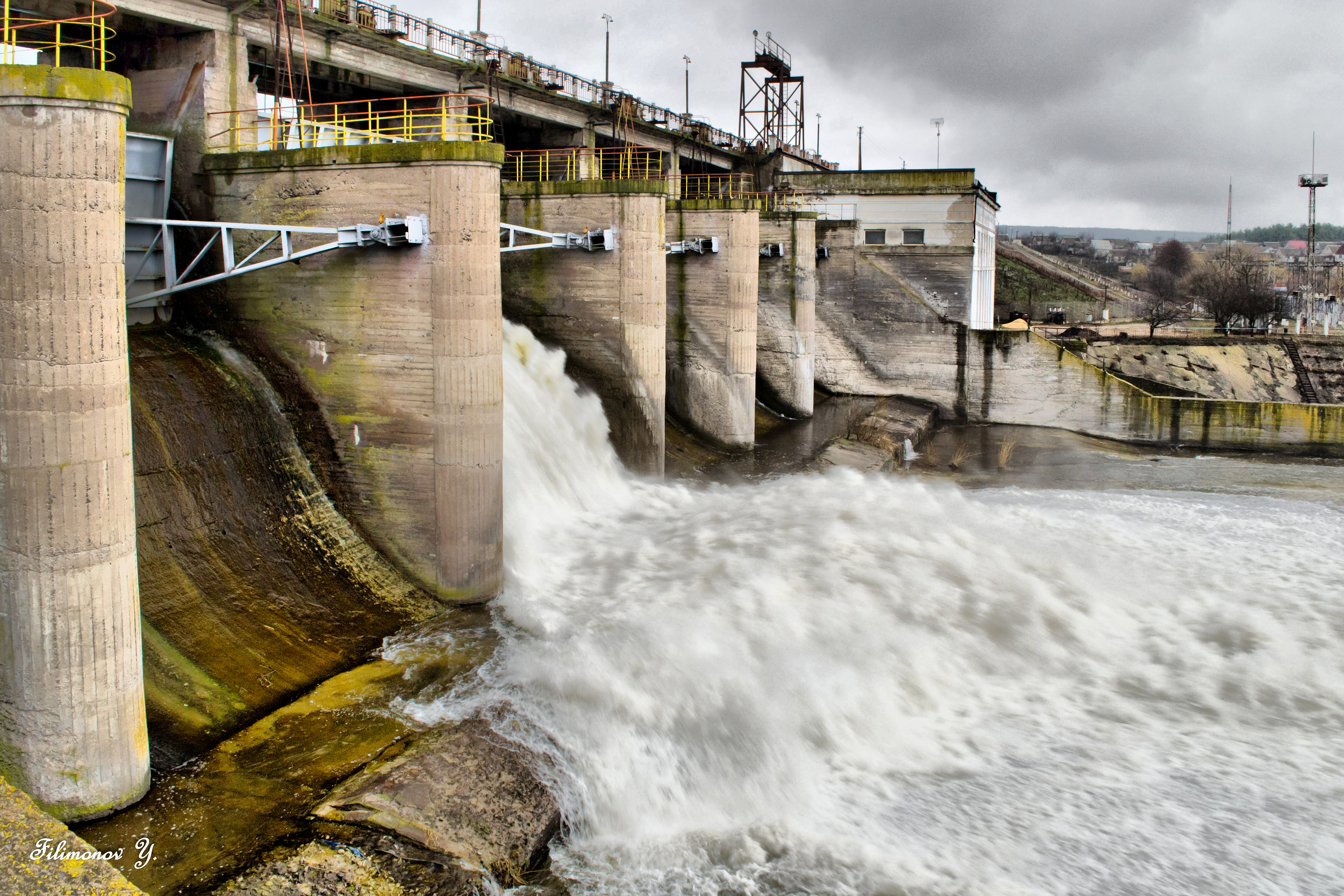
Staudamm

Der See hat eine Länge von 45 Kilometern und eine Breite von bis zu 1,3 km.
Er besitzt eine durchschnittliche Tiefe von 7 m und ist maximal bis zu 16–17 m tief. Sein Volumen beträgt 0,13–0,15 km³. Die rechten Ufer des Stausees sind vorwiegend niedrig, die linken Ufer hoch, teilweise steil. Der Salzgehalt im See erreicht Werte von 460 bis 710 mg je Liter Seewasser, wobei die maximalen Werte im Winter erreicht werden. Im oberflächennahen Wasser beträgt der Sauerstoffgehalt im See 5–14 mg je Liter, in Bodennähe sind es 2–10 mg je Liter.